# Artist Company 響人
Artist Company 響人（アーティストカンパニーひびきひと）は、劇団四季に在籍していたメンバーを中心に創立したArtist Company（劇団）。

## 概要
2009年1月23日、広瀬彰勇、吉原光夫、高橋卓爾の三人で立ち上げられる。
質の高い舞台を目指しストレートプレイを中心に上演している。また、ワークショップで定期的に演技のレッスンを行っており、参加者は毎年夏に「響人UNDERGROUND」というレーベルで一つの作品を上演する。
創立メンバーの一人である吉原光夫はその演技力を認められ、レ・ミゼラブルのオーディションに合格し、主役ジャン・バルジャンを演じた。
2011年11月上演の『夜の来訪者』の演出家小川絵梨子が、第19回読売演劇大賞で杉村春子賞を受賞した。

## 所属

### 俳優
- 広瀬彰勇（代表）
- 吉原光夫
- 高橋卓爾
- 種石多喜人

### 脚本家
- 中山大豪

## 公演

### 本公演
旗揚げ公演
2009年7月1日 - 5日『哀しみと息子たち』
- 【作】スティーブン・メトカルフ
- 【翻訳】石塚健介
- 【演出】吉原光夫
- 【会場】小劇場楽園
- 【出演】広瀬彰勇、吉原光夫、高橋卓爾、石塚健介、河合隆司、望月龍平、遠山さやか、本多加奈、他

第二回公演
2009年12月9日 - 14日『お月様のジャン』
- 【作】マルセル・アシャール
- 【演出】広瀬彰勇
- 【会場】ザムザ阿佐ヶ谷
- 【出演】広瀬彰勇、吉原光夫、高橋卓爾、上田亜希子、伊東瞳、末次美沙緒

第三回公演
2010年4月23日 - 26日『オーファンズ〜孤児たち〜』
- 【作】ライル・ケスラー
- 【演出】小川絵梨子
- 【会場】ザムザ阿佐ヶ谷
- 【出演】広瀬彰勇、吉原光夫、高橋卓爾

第四回公演
2010年12月15日 - 22日『Doubt　＜ダウト＞　〜疑いをめぐる寓話〜』
- 【作】ジョン・パトリック・シャンリィ
- 【翻訳】鈴木小百合 + 井澤眞知子
- 【演出】小川絵梨子
- 【会場】APOCシアター
- 【出演】末次美紗緒、谷内愛、山崎佳美、吉原光夫

第五回公演
2011年11月5日 - 13日『夜の来訪者』
- 【作】J・B・プリーストリー
- 【演出】小川絵梨子
- 【会場】上野ストアハウス
- 【出演】広瀬彰勇、末次美紗緒、遠山さやか、高橋卓爾、芹沢秀明、吉原光夫

第六回公演
2012年4月18日 - 25日『La vie en Rose』
- 【作】中山大豪
- 【演出】吉原光夫
- 【会場】ウッディシアター中目黒
- 【出演】山崎佳美／和音美桜、香川大輔、栗原英雄、高橋卓爾、種石多喜人、西山聖了、広瀬彰勇、藤井健太郎、中ノ瀬由衣

第七回公演
2012年10月4日 - 10日『橋からの眺め』
- 【作】アーサー・ミラー
- 【演出】小川絵梨子
- 【会場】テアトルBONBON
- 【出演】吉原光夫、斉藤直樹、高橋卓爾、宮菜穂子、清家とも子、香川大輔、安田洙福、羽吹諒、末次美沙緒、中嶋しゅう

第八回公演
2013年9月21日 - 29日『みんな我が子』
- 【作】アーサー・ミラー
- 【演出】栗原崇
- 【会場】テアトルBONBON
- 【出演】広瀬彰勇、末次美沙緒、西山聖了、真家瑠美子、内藤大希、谷内愛、羽吹諒、藤井健太郎、かわづ恵

### その他
UNDERGROUND公演
- 2010年8月26日 - 30日『ブレーメン』【演出】吉原光夫【脚本】中山大豪
- 2011年8月17日 - 22日『お月さまへようこそ』【作】ジョン・パトリック・シャンリィ【翻訳】鈴木小百合【演出】吉原光夫
- 2012年7月28日 - 8月1日『わが町』【作】ソーントン・ワイルダー【演出】吉原光夫

TRYOUT公演
- 2011年12月22日 - 25日『La vie en Rose　エディット・ピアフと8人の男の話』【演出/脚本】中山大豪